# Hillcrest (Texas)
Hillcrest è un centro abitato degli Stati Uniti d'America, situato nella contea di Brazoria dello Stato del Texas.

## Società

### Evoluzione demografica
Secondo il censimento del 2000, c'erano 722 persone, 262 nuclei familiari, e 221 famiglie residenti nella città. La densità di popolazione era di 1.655,7 persone per miglio quadrato (633,6/km²). C'erano 271 unità abitative a una densità media di 621,5 per miglio quadrato (237,8/km²). La composizione etnica della città era formata dal 95,15% di bianchi, lo 0,55% di afroamericani, lo 0,42% di asiatici, il 2,77% di altre etnie, e l'1.11% di due o più etnie. Gli ispanici o latinos di qualunque razza erano il 5,96% della popolazione.
C'erano 262 nuclei familiari di cui il 32,1% avevano figli di età inferiore ai 18 anni, il 77,1% erano coppie sposate conviventi, il 4,2% aveva un capofamiglia femmina senza marito, e il 15,3% erano non-famiglie. Il 13,0% di tutti i nuclei familiari erano individuali e l'8.4% aveva componenti con un'età di 65 anni o più che vivevano da soli. Il numero di componenti medio di un nucleo familiare era di 2,76 e quello di una famiglia era di 3,02.
La popolazione era composta dal 23,0% di persone sotto i 18 anni, il 6,5% di persone dai 18 ai 24 anni, il 21,7% di persone dai 25 ai 44 anni, il 33,0% di persone dai 45 ai 64 anni, e il 15,8% di persone di 65 anni o più. L'età media era di 44 anni. Per ogni 100 femmine c'erano 95,7 maschi. Per ogni 100 femmine dai 18 anni in giù, c'erano 90,4 maschi.
Il reddito medio di un nucleo familiare era di 63.889 dollari, e quello di una famiglia era di 66.563 dollari. I maschi avevano un reddito medio pro capite di 53.214 dollari contro i 31.354 dollari delle femmine. Il reddito medio pro capite totale era di 25.055 dollari. Circa il 4,5% delle famiglie e il 5,0% della popolazione erano sotto la soglia di povertà, incluso il 4,0% di persone sotto i 18 anni e il 4,0% di persone di 65 anni o più.